# Championnat du Mozambique de football 2007
Navigation
Saison 2006 Saison 2008
La saison 2007 du Championnat du Mozambique de football est la trente-et-unième édition du championnat de première division au Mozambique. Les quatorze meilleurs clubs du pays sont regroupés au sein d'une poule unique où ils s'affrontent deux fois, à domicile et à l'extérieur. En fin de saison, les trois derniers sont relégués et remplacés par les trois meilleurs clubs de deuxième division.
C'est le CD Costa do Sol qui remporte le championnat cette saison après avoir terminé en tête du classement final, avec neuf points d'avance sur le tenant du titre, le Grupo Desportivo de Maputo et quatorze sur le Clube Ferroviario de Nampula. C'est le neuvième titre de champion du Mozambique de l'histoire du club, qui réussit même le doublé en s'imposant largement (3-0) en finale de la Coupe du Mozambique face au Clube Ferroviario de Nampula.

## Les clubs participants
| - CD Costa do Sol - CD Maxaquene - Chingale de Tete - Clube Ferroviario de Maputo - Académica de Maputo - GD Companhia Têxtil do Punguè - FC Lichinga - Promu de D2 | - Clube Ferroviario de Nampula - Benfica de Quelimane - Clube Ferroviário da Beira - Liga Desportivo Muçulmana de Maputo - Promu de D2 - Grupo Desportivo de Maputo - Estrela Vermelha de Maputo - Benfica de Macúti - Promu de D2 |

## Compétition

### Classement
Le barème utilisé pour établir le classement est le suivant :
- Victoire : 3 points
- Match nul : 1 point
- Défaite, forfait ou abandon : 0 point

| Rang | Équipe                               | Pts | J  | G  | N  | P  | Bp | Bc | Diff |
| ---- | ------------------------------------ | --- | -- | -- | -- | -- | -- | -- | ---- |
| 1    | CD Costa do SolC                     | 57  | 26 | 16 | 9  | 1  | 37 | 12 | +25  |
| 2    | Grupo Desportivo de MaputoT          | 48  | 26 | 13 | 9  | 4  | 41 | 17 | +24  |
| 3    | Clube Ferroviário de Nampula         | 43  | 26 | 11 | 10 | 5  | 19 | 15 | +4   |
| 4    | CD Maxaquene                         | 41  | 26 | 10 | 11 | 5  | 22 | 16 | +6   |
| 5    | FC LichingaP                         | 38  | 26 | 10 | 8  | 8  | 26 | 25 | +1   |
| 6    | Estrela Vermelha de Maputo           | 34  | 26 | 8  | 10 | 8  | 16 | 22 | -6   |
| 7    | Clube Ferroviário de Maputo          | 34  | 26 | 6  | 16 | 4  | 20 | 16 | +4   |
| 8    | Clube Ferroviário da Beira           | 34  | 26 | 8  | 10 | 8  | 26 | 25 | +1   |
| 9    | Liga Desportivo Muçulmana de MaputoP | 33  | 26 | 7  | 12 | 7  | 20 | 17 | +3   |
| 10   | Chingale de Tete                     | 29  | 26 | 7  | 8  | 11 | 11 | 21 | -10  |
| 11   | Benfica de MacútiP                   | 28  | 26 | 6  | 10 | 10 | 18 | 26 | -8   |
| 12   | Académica de Maputo                  | 25  | 26 | 6  | 7  | 13 | 16 | 25 | -9   |
| 13   | GD Companhia Têxtil do Punguè        | 21  | 26 | 4  | 9  | 13 | 14 | 32 | -18  |
| 14   | Benfica de Quelimane                 | 13  | 26 | 2  | 7  | 17 | 9  | 26 | -17  |

|  | Qualification pour la Ligue des champions de la CAF 2008                                        |
|  | Qualification pour la Coupe de la confédération 2008                                            |
|  | Relégation directe en deuxième division                                                         |
|  | T : Tenant du titre C : Vainqueur de la Coupe du Mozambique P : Club promu de deuxième division |

## Bilan de la saison
| Championnat du Mozambique de football 2007                             |                                    |
| Champion                                                               | CD Costa do Sol (9e titre)         |
| Coupes et trophées                                                     |                                    |
| Vainqueur de la Coupe du Mozambique 2007                               | CD Costa do Sol                    |
| Qualifications continentales                                           |                                    |
| Ligue des champions de la CAF 2008                                     | CD Costa do Sol                    |
| Coupe de la confédération 2008                                         | Clube Ferroviario de Nampula       |
| Promotions et relégations                                              |                                    |
| Promus en Moçambola                                                    | Clube Ferroviário de Pemba         |
| Promus en Moçambola                                                    | Textáfrica do Chimoio              |
| Promus en Moçambola                                                    | Clube Atlético Muçulmano da Matola |
| Relégués en Championnat du Mozambique de football de deuxième division | Académica de Maputo                |
| Relégués en Championnat du Mozambique de football de deuxième division | GD Companhia Têxtil do Punguè      |
| Relégués en Championnat du Mozambique de football de deuxième division | Benfica de Quelimane               |